# Terres de l'Èbre
Pour les articles homonymes, voir Ebre (homonymie).

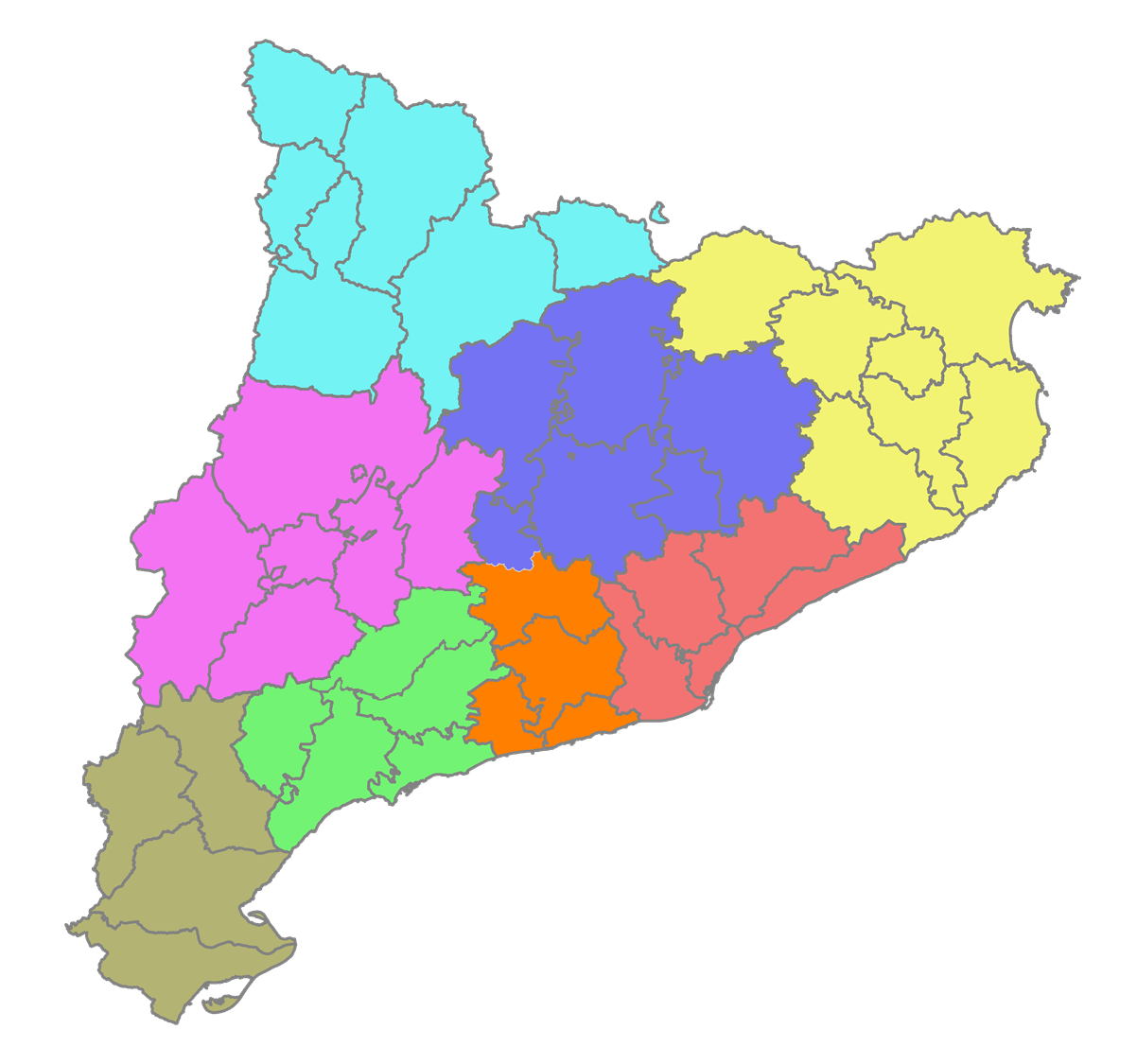
Alt Pirineu i Aran
Àmbit metropolità de Barcelona
Camp de Tarragona
Comarques Centrals
Comarques Gironines
Penedès
Ponent
Terres de l'Ebre

Les Terres de l'Ebre constituent l'un des huit domaines fonctionnels territoriaux définis par le plan territorial général de Catalogne. C'est également une viguerie sous le nom de Terres de l'Ebre suivant le projet de loi sur l'organisation de la Catalogne Veguerial (Llei de l'Organització Veguerial de Catalunya; 2009).
Elles sont constituées de quatre comarques, soit 3 339 km2 pour une population de 159 383 habitants en 2009.

## Comarques
- Baix Ebre
- Montsià
- Ribera d’Ebre
- Terra Alta

## Réserve de biosphère
Le Conseil international de coordination du programme de l'Unesco sur l'Homme et la biosphère (MAB, pour Man and the Biosphere), réuni à Paris du 27 au 30 mai 2013, a décidé d'intégrer les Terres de l'Ebre au réseau mondial des réserves de biosphère.